# Larva migrans cutáneo
Larva migrans cutáneo, síndrome de migración larvaria cutánea, erupción reptante, erupción serpiginosa o dermatitis serpiginosa es una dermatosis causada por la migración subcutánea de diferentes especies de nemátodos parásitos, alimentándose de las sustancias que se encuentran únicamente en una de las capas inferiores de la piel. No es contagioso, y se adquiere por contacto directo con tierra o arena contaminada con heces de perros o gatos parasitados. La infección no requiere la presencia previa de heridas en la piel.

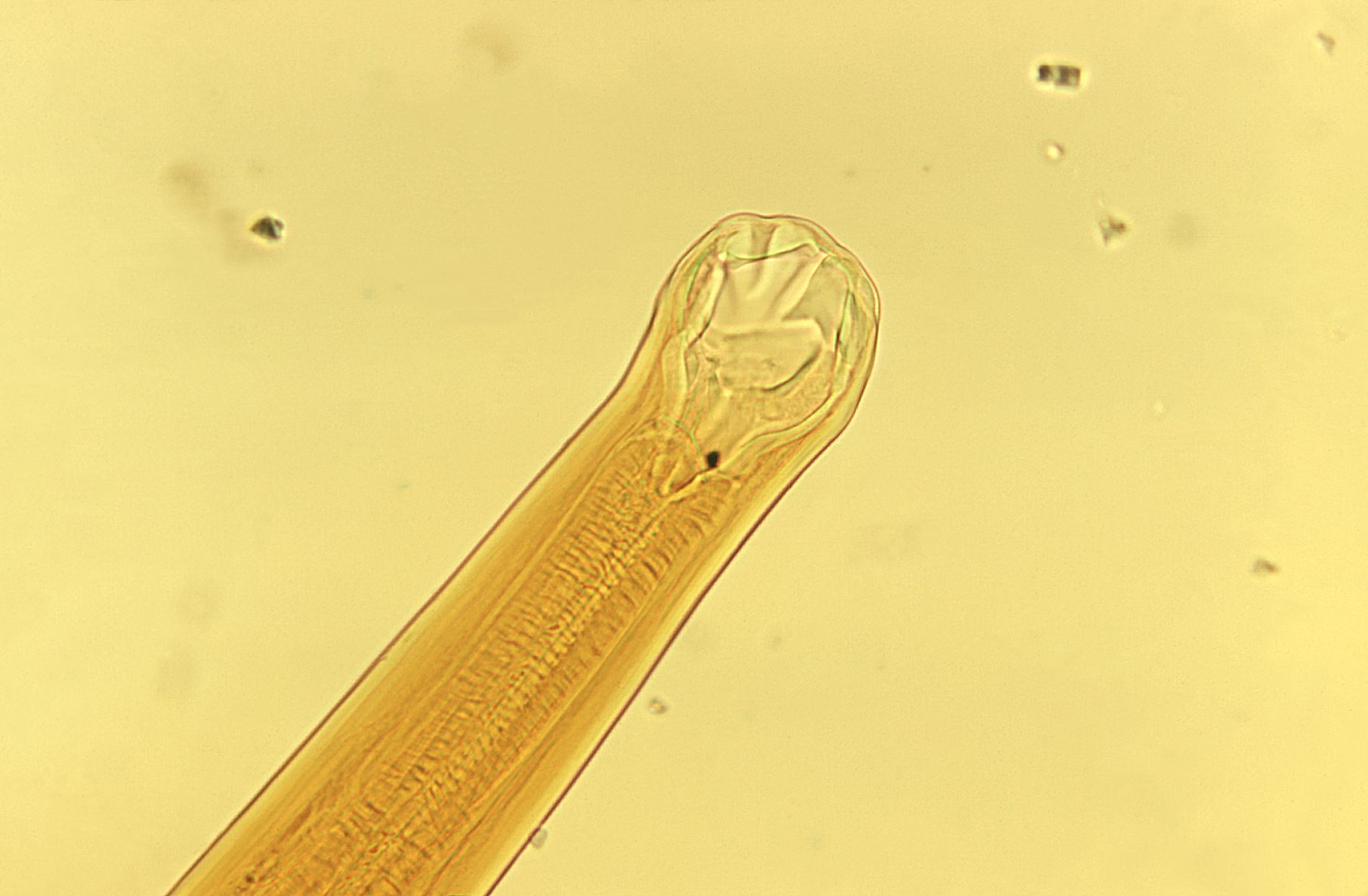
Ancylostoma braziliense.

Uno de los agentes etiológicos más comunes en América es Ancylostoma braziliense, una uncinaria de gatos y en menor medida de perros; la Ancylostoma caninum del perro también puede ocasionar larva migrans cutánea. Larvas de uncicarias humanas como Ancylostoma duodenale y Necator americanus y larvas de Strongyloides stercoralis y otros estrongiloides pueden producir lesiones cutáneas de otro tipo.

## Síntomas

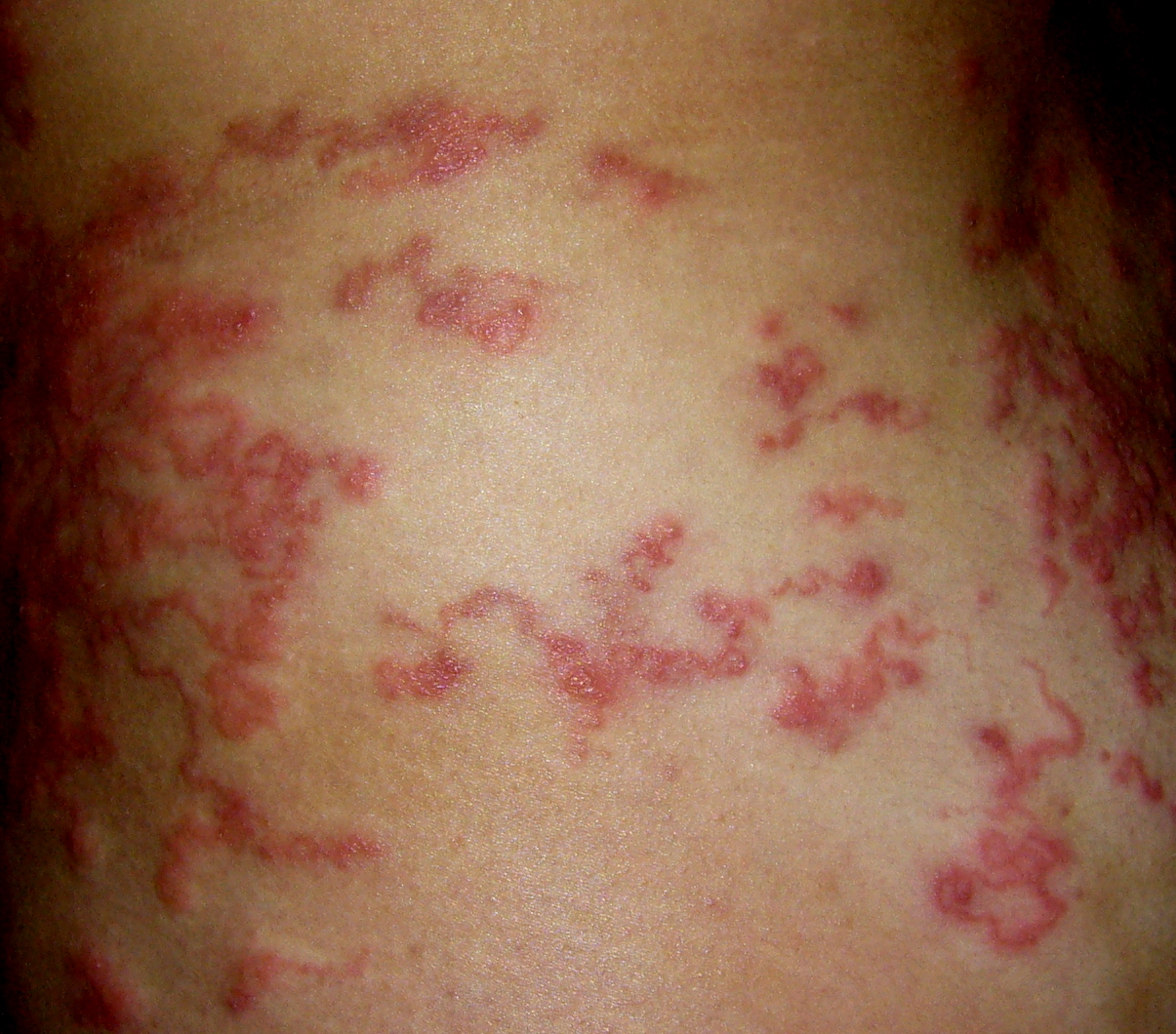

- Aparición de una pápula pruriginosa en sitio de entrada de la larva
- A los pocos días aparecen trayectos originándose en o cerca de la pápula inicial, de recorrido aleatorio y tortuoso que avanzan unos cuantos milímetros por día.
- Prurito intenso
- Descamación

Esta es una patología frecuente en zonas tropicales y subtropicales que satisfacen las exigencias del parásito. Los reportes de hallazgos en humanos de LMC mencionan principalmente a turistas de países europeos y de EUA al Caribe, México (Caribe mexicano, Tamaulipas, Veracruz, Tabasco y Guerrero), Argentina, Brasil, Colombia, Jamaica, Venezuela, Barbados, Senegal y varios países asiáticos, destacando Tailandia. Los casos autóctonos en Europa y EUA son escasos.
Los microhábitats apropiados se encuentran en zonas costeras con presencia habitual de perros, lo que ocasiona que los turistas estén en riesgo de adquirir la enfermedad al asolearse en las playas (50% de los casos). Se considera en riesgo a los niños, debido a sus hábitos de juego, a jardineros y demás sujetos expuestos a suelos contaminados con heces de animales infectados.
En ocasiones puede confundirse esta enfermedad con el eccema dishidrótico, que presenta síntomas similares.

## Tratamiento
En caso de presentar un cuadro de Larva migrans cutáneo, consulte a su médico de familia o asista a su centro de salud más cercano. Los medicamentos aquí expuestos son de carácter informativo y no pretenden ser utilizados para tratamientos sin asesoría médica.
- Agentes sistémicos (orales): son antihelmínticos
  - Albendazol
  - Ivermectina
  - Tiabendazol: oralmente, esta medicación puede causar náuseas. Existen preparaciones tópicas, pero no es útil en lesiones extensas.

- Agentes tópicos helantes, como cloroetano o nitrógeno líquido, aplicado localmente congelan y destruyen las larvas pero es un tratamiento muy agresivo y en ocasiones inefectivo.

- Se recomienda utilizar Benadryl u otra crema anticomezón.